# Cernina
Cernina (bis 1927 slowakisch auch „Černina“; ungarisch Felsőcsernye – bis 1907 Cernina, älter auch Cernyina) ist eine Gemeinde im Nordosten der Slowakei mit 573 Einwohnern (Stand 31. Dezember 2024), die im Okres Svidník, einem Kreis des Prešovský kraj sowie in der traditionellen Landschaft Šariš liegt.

## Geographie
Die Gemeinde befindet sich in den Niederen Beskiden im Bergland Ondavská vrchovina, im Quellbereich der Cerninka im Einzugsgebiet der Topľa. Das Ortszentrum liegt auf einer Höhe von 326 m n.m. und ist 15 Kilometer von Svidník entfernt (Straßenentfernung).
Nachbargemeinden sind Jurkova Voľa im Norden, Rovné im Osten und Südosten, Lipová und Ortuťová im Süden, Hažlín im Westen und Kurimka im Nordwesten.

## Geschichte
Cernina entstand in der zweiten Hälfte des 14. Jahrhunderts in der Herrschaft von Kurima nach deutschem Recht und wurde zum ersten Mal 1414 als Cyronna schriftlich erwähnt. 1427 wurden 16 Porta verzeichnet, und der Ort lag in der Herrschaft der Makovica. Bei mehreren polnischen Einfällen im späten 15. Jahrhundert wurde Cernina verwüstet.
1787 hatte die Ortschaft 80 Häuser und 480 Einwohner, 1828 zählte man 89 Häuser und 657 Einwohner, die vorwiegend als Hirten beschäftigt waten. In der zweiten Hälfte des 19. Jahrhunderts wanderten Einwohner in verstärktem Maße aus, zudem herrschte hier eine Hungersnot.
Bis 1918 gehörte der im Komitat Sáros liegende Ort zum Königreich Ungarn und kam danach zur Tschechoslowakei beziehungsweise heute Slowakei. Im Zweiten Weltkrieg brannte ein Teil des Ortes nieder. Nach dem Krieg pendelte ein Teil der Einwohner zur Arbeit in Industriebetriebe in der Ostslowakei sowie in den tschechischen Teil der Tschechoslowakei, die Landwirte waren privat organisiert.

## Bevölkerung
| Jahr                | 1994 | 2004    | 2014    | 2024    |
| ------------------- | ---- | ------- | ------- | ------- |
| Anzahl der Personen | 605  | 588     | 586     | 573     |
| Unterschied         |      | −2,80 % | −0,34 % | −2,21 % |

| Jahr                | 2023 | 2024    |
| ------------------- | ---- | ------- |
| Anzahl der Personen | 579  | 573     |
| Unterschied         |      | −1,03 % |

Gemäß der Volkszählung 2011 wohnten in Cernina 493 Einwohner, davon 323 Slowaken, 114 Russinen, vier Ukrainer, zwei Polen sowie jeweils ein Deutscher, Rom und Tscheche. Ein Einwohner gab eine andere Ethnie an und 46 Einwohner machten keine Angabe zur Ethnie.
375 Einwohner bekannten sich zur griechisch-katholischen Kirche, 55 Einwohner zur römisch-katholischen Kirche, 28 Einwohner zur orthodoxen Kirche, drei Einwohner zur Evangelischen Kirche A. B. und ein Einwohner zur evangelisch-methodistischen Kirche. Ein Einwohner war konfessionslos und bei 30 Einwohnern wurde die Konfession nicht ermittelt.

## Bauwerke
- griechisch-katholische Cosmas-und-Damian-Kirche im klassizistischen Stil aus dem Jahr 1805[6]
- griechisch-katholische Kapelle der hochheiligen Gottesgebärerin im klassizistischen Stil aus dem frühen 19. Jahrhundert[7]

## Verkehr
Durch Cernina verläuft die Cesta III. triedy 3523 („Straße 3. Ordnung“) von Šarišský Štiavnik (Anschluss an die Cesta I. triedy 21 („Straße 1. Ordnung“)) heraus und weiter nach Šarišské Čierne und Smilno. Zudem beginnt hier die Cesta III. triedy 3518 nach Ortuťová.